# Весняна мелодія
«Весняна мелодія» — радянський художній фільм 1978 року, знятий режисером Хабібом Файзієвим на кіностудії «Узбекфільм».

## Сюжет
За мотивами повісті С. Георгієвської «Пека». Багато років не бачилися інженер-будівельник Пулат, який поїхав на будівництво міста Навої, і його дружина Лола, яка тоді відмовилася поїхати з ним і стала популярною співачкою. Виріс син. Лола, розуміючи, що хлопчику потрібен батько, і зберігши любов до Пулата, їде разом із сином на шефські концерти до Навої.

## У ролях
- Світлана Норбаєва — Лола
- Максуд Мансуров — Пулат
- Сардор Ісхаков — Тимур
- Туган Режаметов — епізод
- Г. Нугманова — епізод
- Набі Рахімов — епізод
- Яйра Абдулаєва — епізод
- Анвара Алімова — епізод
- Аїда Юнусова — епізод
- Отабек Ганієв — епізод
- А. Атакулов — епізод
- А. Абдурахманов — епізод
- Ісфандієр Гулямов — епізод
- Г. Шамірзаєва — епізод
- Г. Лаунштейн — епізод
- Тетяна Басова — епізод
- К. Складчикова — епізод
- Н. Філь — епізод
- Н. Файзуллаєва — епізод
- Айбек Файзієв — епізод
- Атабек Файзієв — епізод
- Йодгар Сагдієв — епізод
- Євген Сегеді — епізод
- Шариф Кабулов — епізод

## Знімальна група
- Режисер — Хабіб Файзієв
- Сценарист — Вікторія Казанська
- Оператор — Вадим Бахтєєв
- Композитор — Енмарк Саліхов
- Художник — Вадим Добрін